# Дископалая анзония
Дископалая анзония (Ansonia latidisca) — вид бесхвостых амфибий рода Анзонии из семейства жаб. Вид, который не встречался почти 90 лет и считался утерянным, был вновь обнаружен в июле 2011 года.

## Распространение
Эти жабы обитают в Индонезии и Малайзии на западе острова Борнео.

## Местообитание
Дископалая анзония обитает в субтропических и тропических влажных низменных лесах и ручьях. 

## Угроза исчезновения
До 2011 года вид считался вымершим. Дископалая анзония была в верхней десятке списка Глобального поиска утерянных амфибий 2010 года Международного общества сохранения природы. В июле 2011 года учёные из Университета Малайзии в Сараваке обнаружили и сфотографировали 3 экземпляра этого вида в верхней кроне дерева в окрестностях Западного Саравака.  До этого в распоряжении учёных были лишь зарисовки, сделанные с экземпляров, найденных в 1920-х годах. 
Однако, учёные не раскрыли точное месторасположение, где были обнаружены анзонии, чтобы не привлекать внимание браконьеров и торговцев экзотическими животными.